# Stratodus
Stratodus è un genere di pesci ossei estinto, appartenente agli alepisauriformi (o aulopiformi). Visse nel Cretaceo superiore (Campaniano - Maastrichtiano, circa 75-65 milioni di anni fa) e i suoi resti fossili sono stati ritrovati in Nordamerica, Africa e Asia. 

## Descrizione
Questo pesce era un pesce di dimensioni notevoli, e poteva raggiungere i 5 metri di lunghezza. Stratodus aveva un aspetto insolito: il corpo era sottile, lungo e slanciato, e fornito di una sorta di armatura molto simile a quella degli attuali storioni. La testa, fornita di un lungo muso appuntito, era la parte più caratteristica dell'animale, principalmente a causa della dentatura: Stratodus era infatti dotato di numerosissimi denti aguzzi e sottili, dalla struttura peculiare. 
I denti erano conici, curvati verso l'interno e all'indietro, robusti, con acrocono sviluppato e molto appuntiti; raggiungevano una lunghezza di 7 millimetri ed erano disposti in file parallele, in ordine di grandezza. Erano presenti almeno 6000 denti, inclusi almeno 1000 nella parte esterna delle fauci. Sulla premascella a forma di piccola spatola, i denti erano disposti in due serie ed erano spessi alla base, a sezione ovale e appiattiti verso la parte sommitale. In generale, l'aspetto dei denti di mascella e premascella era quello di numerosissime spine ravvicinate. I denti sulla mandibola erano disposti in numerose file oblique e avevano una struttura simile a quella dei denti superiori (Michaut, 2012). 
Le vertebre toraciche anteriori erano leggermente allungate e tutte possedevano piccole spine neurali. La pinna dorsale era molto allungata. Erano presenti numerosi osteodermi triradiati; la forma e la posizione di questi osteodermi indicano che vi era una fila laterale su ogni lato e almeno una riga mediana dorsale o ventrale (Lynn, 2008).

## Classificazione
Il genere Stratodus venne descritto per la prima volta da Edward Drinker Cope nel 1872, sulla base di resti fossili ritrovati in Kansas in terreni del Cretaceo superiore. Oltre alla specie tipo, Stratodus apicalis, Cope descrisse anche Stratodus oxypogon nel 1877 (differente dalla specie tipo nella forma dei denti e nelle dimensioni molto minori). Per lungo tempo, i resti attribuiti a questo genere sono stati scarsi e quasi sempre riguardanti materiale cranico. Solo nel 2008 venne ritrovato uno scheletro incompleto in Dakota del Sud (Lynn, 2008), e successivamente sono stati descritti crani completi e colonne vertebrali in Giordania (Kaddumi, 2009) e numerosi fossili sia cranici che postcranici in Niger (Michaut, 2012). Il materiale del Niger è stato attribuito a una nuova specie, Stratodus indamanensis. Altri fossili attribuiti a Stratodus sono stati ritrovati in Alabama, Marocco, Congo, Siria, Palestina.
Stratodus è un rappresentante degli aulopiformi, un gruppo di pesci dalle attitudini predatorie attualmente ben rappresentato soprattutto da forme abissali. In particolare, Stratodus fa parte degli Enchodontoidei, un gruppo di aulopiformi tipici del Cretaceo, dalle forme diversificate. Stratodus venne inizialmente attribuito a una famiglia a sé stante (Stratodontidae), per poi essere attribuito in seguito ai Dercetidae (pesci dal corpo anguilliforme e di dimensioni solitamente molto minori). In seguito alle nuove scoperte, tuttavia, la famiglia Stratodontidae è stata nuovamente ritenuta valida e considerata il sister taxon della famiglia Dercetidae (Michaut, 2012).

## Paleoecologia
Stratodus doveva essere un predatore slanciato che si muoveva agilmente nei mari aperti del Cretaceo superiore. I numerosi lunghi denti anteriori servivano probabilmente a infilzare o a intrappolare piccole prede, come pesci o molluschi. Il corpo lungo e anguilliforme fa supporre che Stratodus fosse un pesce piuttosto veloce e agile (Kaddumi, 2009).